# Commellus comma
Commellus comma är en insektsart som beskrevs av Van Duzee 1892. Commellus comma ingår i släktet Commellus och familjen dvärgstritar. Inga underarter finns listade i Catalogue of Life.